# مقاطعة إدوردز (تكساس)
مقاطعة إدوردز (بالإنجليزية: Edwards  County)‏ هي إحدى المقاطعات في ولاية تكساس، الولايات المتحدة الأمريكية، يبلغ عدد سكانها 2,002 نسمة طبقا لإحصاء عام 2010 .

موقع المقاطعة في ولاية تكساس